# Canton de Burie
Le canton de Burie est une ancienne division administrative française située dans le département de la Charente-Maritime et la région Poitou-Charentes.

## Géographie

### Configuration géographique
Le canton de Burie était organisé autour de Burie dans l'arrondissement de Saintes.
Dans cet arrondissement, il est limitrophe du canton de Saintes-Est à l'ouest, du canton de Saintes-Nord, au nord-ouest, et il jouxte le canton de Pons, au sud, où la Charente le sépare et sert de délimitation administrative.
Au nord-ouest et au nord, il confine avec l'arrondissement de Saint-Jean-d'Angély via le canton de Saint-Hilaire-de-Villefranche et celui de Matha.
Enfin, à l'est et au nord-est, il voisine avec le département de la Charente, étant limitrophe de l'arrondissement de Cognac via le canton de Cognac-Nord et celui de Cognac-Sud.

### Le cadre géophysique
L'altitude varie de 2 m, son point le plus bas qui se trouve en bordure de la vallée de la Charente, dans la commune de Chérac, à 103 m, son point le plus élevé qui se situe dans la commune de Burie et qui correspond à une colline du plateau des Borderies en limite du département voisin de la Charente. Ceci donne une altimétrie moyenne de l'ordre de 41 m.
La vallée de la Charente coule au sud du canton tandis que le Coran qui est un petit affluent de rive droite du fleuve sert de délimitation administrative avec la commune voisine de Chaniers, dans le canton de Saintes-Est. Cette modeste rivière s'écoule dans une petite vallée pittoresque et arrose des villages que le tourisme a contribué à fortement dynamiser comme Dompierre-sur-Charente, Saint-Sauvant, Saint-Césaire et Saint-Bris-des-Bois.

## Représentation

### Conseillers d'arrondissement (de 1833 à 1940)
| Période                                  | Période | Identité                   | Étiquette               | Qualité |
| ---------------------------------------- | ------- | -------------------------- | ----------------------- | --- |
| 1833                                     | 1848    | Jacques Bouyer (1797-1869) |                         | Notaire, maire de Burie                                                                                     |
|                                          |         |                            |                         | |
| 1892                                     | 1895    | M. Loizeau                 | Républicain             | |
| 1895                                     | 1925    | Edmond Joubert             | Républicain             | Médecin, conseiller municipal de Burie, Président du Conseil d'arrondissement                               |
| 1925                                     | 1940    | Georges Belluteau          | Républicain indépendant | Agriculteur, négociant, maire de Burie                                                                      |
| 1940                                     |         |                            |                         | Les conseils d'arrondissement ont été suspendus par la loi du 12 octobre 1940 et n'ont jamais été réactivés |
| Les données manquantes sont à compléter. |         |                            |                         | |

### Conseillers généraux de 1833 à 2015
| Période                                             | Identité                                     | Parti                                             | Qualité |
| --------------------------------------------------- | -------------------------------------------- | ------------------------------------------------- | --- |
| 1833-1850                                           | Baron Jean-Baptiste Lemercier                | Majorité dynastique                               | Ancien lieutenant-colonel Attaché d'ambassade Député de Charente (1842-1846, 1849-1854) Président du Conseil Général, propriétaire, maire de Saintes, 1839-1844 |
| 1850-1861                                           | Baron Anatole Lemercier (neveu du précédent) | Majorité dynastique puis opposition ultramontaine | Diplomate Député (1852-1863, 1889-1897) Président du Conseil Général, propriétaire, maire de Saintes, 1871-1897                                                 |
| 1861-1870                                           | Louis Antoine Augustin Delauzon              |                                                   | Conseiller à la Cour d'appel de Poitiers |
| 1870-1880                                           | Félix Bouyer                                 | Droite                                            | Propriétaire au Treuil, Burie |
| 1880-1883 (décès)                                   | Eugène Poitevin                              | Républicain                                       | Propriétaire du château d'Écoyeux |
| 1883-1912 (démission)                               | Eugène Poitevin (fils du précédent)          | Républicain                                       | Maire de Burie |
| 1913-1934 (décès)                                   | Jean-Octave Lauraine                         | Rad.                                              | Avocat Député (1898-1923) Sénateur (1923-1934) Sous-secrétaire d'Etat (1914) Conseiller municipal de Saintes                                                    |
| 1934-1940                                           | Félix Bouffandeau                            | Rad.                                              | Directeur de l'Ecole Normale de Rennes puis Maitre des Requêtes au Conseil d'État Propriétaire à Paris                                                          |
|                                                     |                                              |                                                   | |
| 1945-1955                                           | Léonce Clerc                                 | Rad.                                              | Ingénieur agricole, pépiniériste, viticulteur à Burie |
| 1955-1967                                           | Georges Vinet                                | Rad.ind. puis UNR puis UDR                        | Maire de Burie |
| 1967-1985                                           | René Boucher                                 | PCF                                               | Instituteur, maire de Saint-Césaire |
| 1985-2004                                           | Michel Chéneau                               | PS                                                | Conseiller municipal de Burie |
| 2004-2011                                           | Sylvain Brouard                              | PS puis DVG                                       | Professeur de faculté Chercheur en sciences politiques au CEVIPOF Délégué national du PS chargé des études électorales                                          |
| 2011-2015                                           | Fabrice Barusseau                            | PS                                                | Enseignant en technologie Maire de Villars-les-Bois (depuis 2014)                                                                                               |
| Les données antérieures ne sont pas encore connues. |                                              |                                                   | |

## Composition
Le canton de Burie regroupait dix communes et comptait 6 848 habitants (recensement de 2007).
Sa densité de population atteignait 55 hab/km2 en 2006, inférieure à la densité de l'arrondissement de Saintes (78 hab/km2 en 2006) et à celle du département de la Charente-Maritime (87 hab/km2).
| Communes               | Population (2012) | Code postal | Code Insee |
| ---------------------- | ----------------- | ----------- | ---------- |
| Burie                  | 1 259             | 17770       | 17072      |
| Chérac                 | 1 030             | 17610       | 17100      |
| Dompierre-sur-Charente | 449               | 17610       | 17141      |
| Écoyeux                | 1 152             | 17770       | 17147      |
| Migron                 | 627               | 17770       | 17235      |
| Saint-Bris-des-Bois    | 414               | 17770       | 17313      |
| Saint-Césaire          | 915               | 17770       | 17314      |
| Saint-Sauvant          | 514               | 17610       | 17395      |
| Le Seure               | 238               | 17770       | 17426      |
| Villars-les-Bois       | 250               | 17770       | 17470      |

## Démographie
| 1962  | 1968  | 1975  | 1982  | 1990  | 1999  | 2006  | 2011  | 2012  |
| ----- | ----- | ----- | ----- | ----- | ----- | ----- | ----- | ----- |
| 5 549 | 5 752 | 5 667 | 5 948 | 6 377 | 6 519 | 6 811 | 7 182 | 7 201 |